# Jüdischer Friedhof (Kruft)

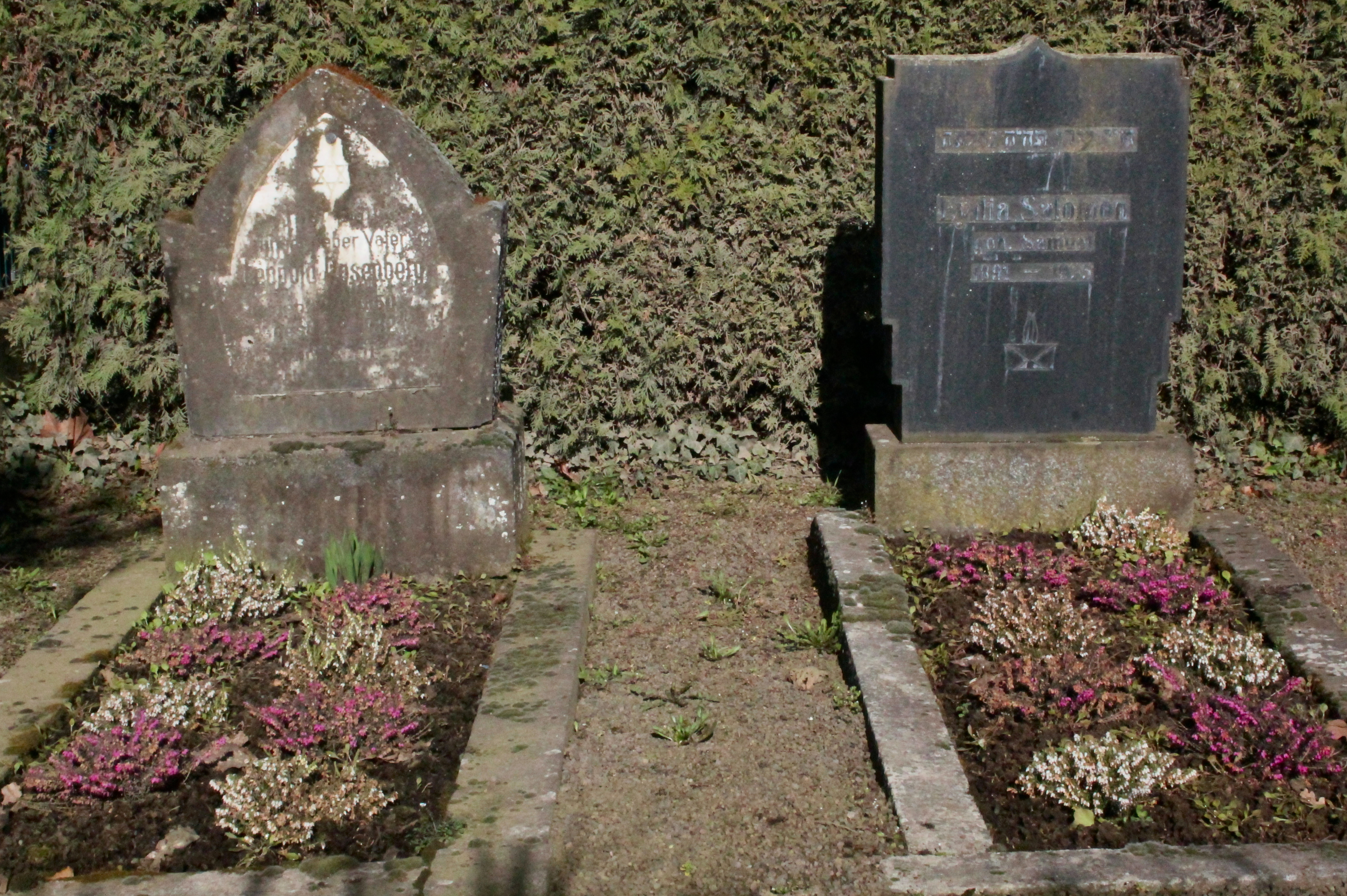
Der jüdische Friedhof in Kruft

Der Jüdische Friedhof Kruft ist ein jüdischer Friedhof in Kruft, einer Ortsgemeinde im Landkreis Mayen-Koblenz in Rheinland-Pfalz. Der Friedhof ist ein geschütztes Kulturdenkmal und befindet sich innerorts an der Bundesstraße am Rand des allgemeinen Friedhofs.

## Geschichte
Der jüdische Friedhof in Kruft wurde um 1930 angelegt, zuvor wurden die Toten auf dem gemeinsam genutzten jüdischen Friedhof in Nickenich beigesetzt. Heute sind noch zwei Grabsteine (Mazewot) aus den Jahren 1932 und 1935 vorhanden, vermutlich die einzigen Bestattungen auf dem Friedhof.